# Affaire Joanna Yeates
Vous lisez un « bon article » labellisé en 2013.
L’affaire Joanna Yeates commence le 17 décembre 2010 à Bristol en Angleterre, lorsque cette architecte-paysagiste disparaît après une soirée passée avec des collègues. À la suite d'un appel à l'aide médiatisé et d'une intense campagne de recherche policière, son corps est retrouvé le 25 décembre 2010 à Failand, un village dans le North Somerset. Une autopsie détermine que la femme a été étranglée.
L'enquête policière, appelée « Operation Braid », est l'une des plus importantes jamais menées dans la région de Bristol. Cette affaire criminelle occupe la presse au Royaume-Uni pendant les fêtes de fin d'année et la famille de Joanna Yeates demande l'aide du public à travers les réseaux sociaux et lors de conférences de presse. Des récompenses de 60 000 £ sont offertes pour des informations menant aux responsables de son meurtre.
Dans un premier temps, la police soupçonne et arrête Christopher Jefferies, propriétaire de l'appartement de Joanna Yeates qui demeure dans le même immeuble. Vincent Tabak, un ingénieur néerlandais de 32 ans et voisin de Joanna Yeates, est arrêté le 20 janvier 2011. À ce moment, les médias britanniques portent leur attention sur le tournage d'une reconstitution de sa disparition pour le compte de la télésérie Crimewatch produit par la BBC. Après trois jours d'interrogatoire, Tabak est accusé du meurtre de Joanna Yeates. Le 5 mai 2011, il plaide coupable d'homicide involontaire. Son procès commence le 4 octobre 2011. Il est déclaré coupable de meurtre le 28 octobre 2011 et condamné à l'emprisonnement à perpétuité assorti d'une période de sûreté d'au moins 20 ans.
Au début de l'année 2011, Christopher Jefferies accuse huit journaux de diffamation pour la façon dont ils ont rapporté son arrestation, ce qui lui permettra de recevoir des dommages-intérêts substantiels. D'autre part, les journaux The Daily Mirror et The Sun ont été condamnés pour outrage au tribunal car ils ont rapporté des informations qui auraient pu porter préjudice au déroulement du procès de Vincent Tabak.

## Disparition
Joanna Clare Yeates, fille de David et Teresa Yeates, naît le 19 avril 1985 dans le comté d'Hampshire en Angleterre. Elle suit des cours dans une école privée à Embley Park près de Romsey, puis poursuit ses études au Peter Symonds College et se spécialise en architecture du paysage au Writtle College. Elle obtient une maîtrise en architecture du paysage de l'université du Gloucestershire.
En décembre 2008, Joanna Yeates rencontre Greg Reardon, un collègue de 25 ans qui œuvre dans le même domaine, dans l'entreprise Hyland Edgar Driver à Winchester. Les deux emménagent ensemble en 2009 puis déménagent à Clifton près de Bristol, quand la société y déménage ses bureaux. La femme obtient ensuite un emploi chez Building Design Partnership à Bristol.

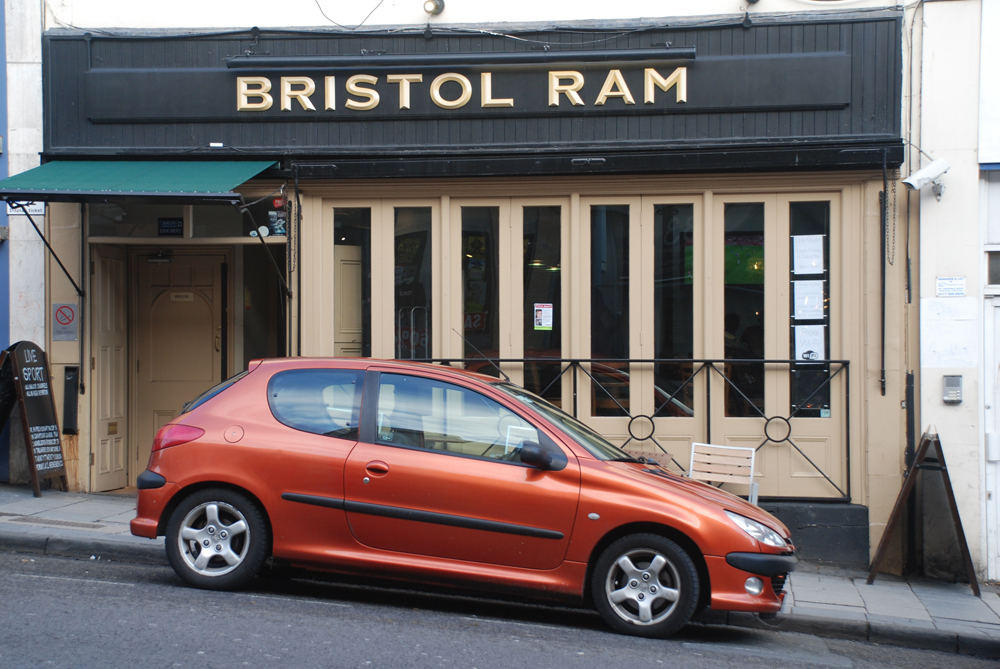
Le pub Bristol Ram, dernier endroit où Joanna Yeates a été vue par ses collègues avant sa disparition.

Vers 20 h le 19 décembre 2010, Greg Reardon retourne chez lui après un week-end à Sheffield. Son amoureuse ne se trouve pas dans leur appartement de Canynge Road. Il tente de la joindre par téléphone et lui envoie des messages texte, mais n'obtient pas de réponse et ne s'inquiète pas outre mesure. Pendant qu'il attend son retour, il découvre son sac à main et ses clés ; le chat semble par ailleurs avoir été négligé,. Après un autre appel, il entend la sonnerie du téléphone de Joanna Yeates dans la poche d'un manteau dans l'appartement. Vers minuit, Greg Reardon appelle la police puis les parents de Joanna Yeates, pour leur annoncer sa disparition.
Les enquêteurs établiront plus tard l'ordre des évènements menant à sa disparition. Joanna passe la soirée du 17 décembre 2010 avec ses collègues au pub Bristol Ram sur Park Street, à Bristol, les laissant vers 20 h pour entamer une marche de vingt minutes en direction de son domicile,. Elle mentionne à des collègues et des amis qu'elle a hâte de passer le week-end seule : elle veut cuisiner et faire des emplettes pour Noël. Elle est aperçue, par un appareil de vidéosurveillance, quittant un supermarché vers 20 h 10, mais sans achat dans les mains. Elle appelle sa meilleure amie, Rebecca Scott, à 20 h 30 pour organiser une rencontre la veille de Noël. Les derniers enregistrements vidéo montrent qu'elle achète une pizza vers 20 h 40. Elle achète aussi deux petites bouteilles de cidre dans un débit d'alcool à proximité.

## Recherches
Greg Reardon et les amis de Joanna mettent en ligne un site web et utilisent les réseaux sociaux pour faciliter les recherches,. Le 21 décembre 2010, lors d'une conférence de presse organisée par la police, Greg Reardon et les parents de la femme demandent qu'elle revienne saine et sauve à la maison. Lors d'une autre conférence de presse, diffusée en direct le 23 décembre 2010 par Sky News et BBC News, le père de Joanna Yeates, David, évoque sa disparition :
À l'appartement, les enquêteurs découvrent un reçu pour une pizza, mais aucun reste ni l'emballage. Les deux bouteilles de cidre sont dans l'appartement, l'une en partie consommée. Puisqu'il n'y a aucun indice qui laisse croire à une entrée par effraction ou qu'il y ait eu un combat, les enquêteurs commencent à envisager que Joanna Yeates connaisse son ravisseur.
Le 25 décembre 2010, un corps entièrement vêtu est découvert dans la neige à Failand, un village dans le North Somerset, à environ 4,8 km de chez elle,,. La police identifie le corps : il s'agit de Joanna Yeates. Le 27 décembre 2010, Greg Reardon et la famille Yeates visitent l'endroit où le corps a été découvert, près de l'entrée d'une carrière et à proximité d'un terrain de golf. David Yeates est soulagé de savoir que le corps de sa fille a été retrouvé, mais la cérémonie funéraire est retardée à la demande des enquêteurs. C'est seulement le 31 janvier 2011 que le médecin légiste Nathaniel Carey consent à remettre le corps.

## Enquête
L'enquête policière destinée à découvrir le responsable du meurtre, appelée « Operation Braid », a recours aux services de 80 détectives et employés civils sous la direction du Detective Chief Inspector Phil Jones, un officier d'expérience appartenant à une unité d'enquêtes sur les crimes majeurs de l’Avon & Somerset Constabulary. Cette opération est devenue l'une des plus importantes dans l'histoire de cette force policière. Phil Jones exhorte le public à transmettre toute information qui pourrait mener au tueur, surtout des témoins potentiels qui auraient été présents dans les alentours de Longwood Lane à Failand un peu avant la découverte du corps de Joanna Yeates. Il annonce que les enquêteurs souhaitent interroger le conducteur d'un « véhicule 4x4 de couleur pastel ».
Phil Jones rapporte que la police est alors « inondée de milliers d'appels » et étudie tous les pistes qui sont évoquées. La police analyse plus de 100 heures d'enregistrement de vidéosurveillance ainsi que 293 tonnes de déchets recueillis autour de l'appartement de Joanna Yeates. Le ramassage des déchets est suspendu dans cette zone de Clifton à partir du 23 décembre 2010. Crime Stoppers offre une récompense de 10 000 £ pour des informations qui mèneraient à l'arrestation et à l'inculpation de son meurtrier, alors que le journal The Sun offre 50 000 £,. Les autorités conseillent aux habitants de cette région de sécuriser leur domicile et aux femmes de ne pas sortir seules la nuit. Le 29 décembre, David Yeates déclare : « J'ai bien peur que ceux qui ont fait ça ne se rendront jamais à la police, mais nous vivons dans l'espoir que la police attrapera les coupables ».

### Autopsie et premières enquêtes

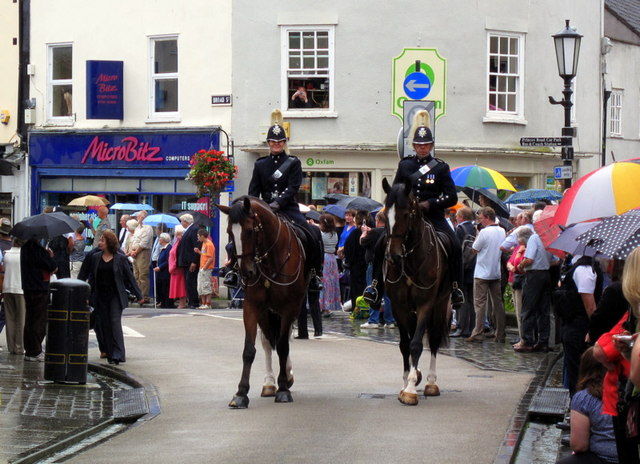
L’Avon & Somerset Constabulary comprend une division policière montée à cheval.

À la suite de la découverte du corps de Joanna Yeates, des enquêteurs de l’Avon and Somerset Constabulary (service de police de l'Avon et Somerset) lancent un appel demandant à quiconque détenant des informations de les transmettre et commencent à étudier des cas de meurtres non résolus présentant des caractéristiques similaires. Parmi ces cas, ils se penchent sur celui de Glenis Carruthers, une femme étranglée en 1974 à l'âge de 20 ans, ainsi que sur celui de Melanie Hall, disparue en 1996 à l'âge de 25 ans et dont le corps a été découvert 13 ans plus tard, et enfin sur celui de Claudia Lawrence, disparue en 2009 à l'âge de 35 ans,,,. Les enquêteurs observent de « troublantes similitudes » entre les cas de Joanna Yeates et Melanie Hall, à cause de leur âge, de leur apparence physique et du fait qu'elles ont disparu en rentrant chez elles après avoir rencontré des amis, mais la police jugera par la suite que cette piste a peu de chances d'aboutir. Elle recueille les enregistrements de vidéosurveillance du pont suspendu de Clifton, car il s'agit du chemin le plus direct de la scène de crime au quartier de Clifton où Joanna Yeates est aperçue vivante la dernière fois. Les enregistrements sont de mauvaise qualité, ce qui empêche d'identifier clairement les personnes et les plaques d'immatriculation. Les enquêteurs savent que le meurtrier a pu emprunter un autre pont qui enjambe la rivière Avon à 1,5 km plus au sud dans le but d'éviter d'être filmé,.
| |  |  |
| La police étudie les enregistrements de surveillance du pont suspendu de Clifton (à gauche) et sait que le pont Avon (à droite) aurait pu aussi être emprunté par le meurtrier dans le but d'éviter d'être filmé,. |  |  |

Une autopsie est pratiquée le 26 décembre 2010, mais le corps étant gelé, certaines informations ne peuvent être obtenues. La police croit tout d'abord que Joanna Yeates est morte de froid car le corps ne présente aucun signe visible de blessure. Les enquêteurs annoncent le 28 décembre 2010 que c'est devenu une enquête pour meurtre car le médecin légiste a établi que la femme est morte par strangulation. Son analyse lui permet d'établir qu'elle est morte « plusieurs jours avant d'être découverte » le 25 décembre 2010. L'autopsie permet aussi de conclure qu'elle n'a pas mangé de la pizza qu'elle a achetée. Phil Jones déclare que l'enquête n'a trouvé « aucun indice qui laisse croire que Joanna a été agressée sexuellement ». La police analyse, en tant que procédure standard, le contenu du portable et de l'appareil mobile de Greg Reardon. Il est exclu des suspects et traité comme un témoin.
Une jeune femme qui a participé à une fête dans une maison voisine sur Canynge Road la nuit de la disparition de Joanna Yeates se souvient avoir entendu deux puissants cris un peu après 21 h, qui auraient pu provenir de l'appartement de Joanna Yeates. Un autre voisin qui demeure près de chez Joanna Yeates a entendu un cri de femme très aigu : « Aidez-moi ! ». Les policiers démontent la porte d'entrée de son appartement dans le but de découvrir des fibres de tissu et de l'ADN, et des enquêteurs examinent la possibilité que le meurtrier soit entré dans l'appartement avant que Joanna Yeates n'y retourne.

### Autres enquêtes
Les officiers supérieurs chargés de l'enquête demandent l'aide de la National Policing Improvement Agency, qui apporte son expertise lors d'enquêtes difficiles. Le 4 janvier 2011, un psychologue légal et clinicien, qui a déjà travaillé comme profileur criminel pour d'autres enquêtes médiatisées, se joint à l'équipe dans le but de réduire le nombre de suspects potentiels. Phil Jones déclare que les policiers vérifient plus de 1 300 tuyaux et informations reçus du public et ont établi plus de 1 000 pistes d'enquête, 239 étant jugées de « haute priorité »,. Il ajoute : « Soyez assuré que nous voulons résoudre ce crime et traduire en justice le tueur de [Joanna Yeates]. Toutes les pistes seront étudiées,. » Le 5 janvier, le Detective Chief Inspector annonce que l'un des bas que Joanna Yeates portait n'a pas été retrouvé, ni sur la scène du crime, ni chez elle.
Profitant de Facebook, la police lance une campagne nationale de communication s'adressant aux témoins potentiels. La page, affichée le 4 janvier, est vue 250 000 fois dès le lendemain, et des extraits vidéos montrant Joanna Yeates sont vus 120 000 fois sur YouTube.

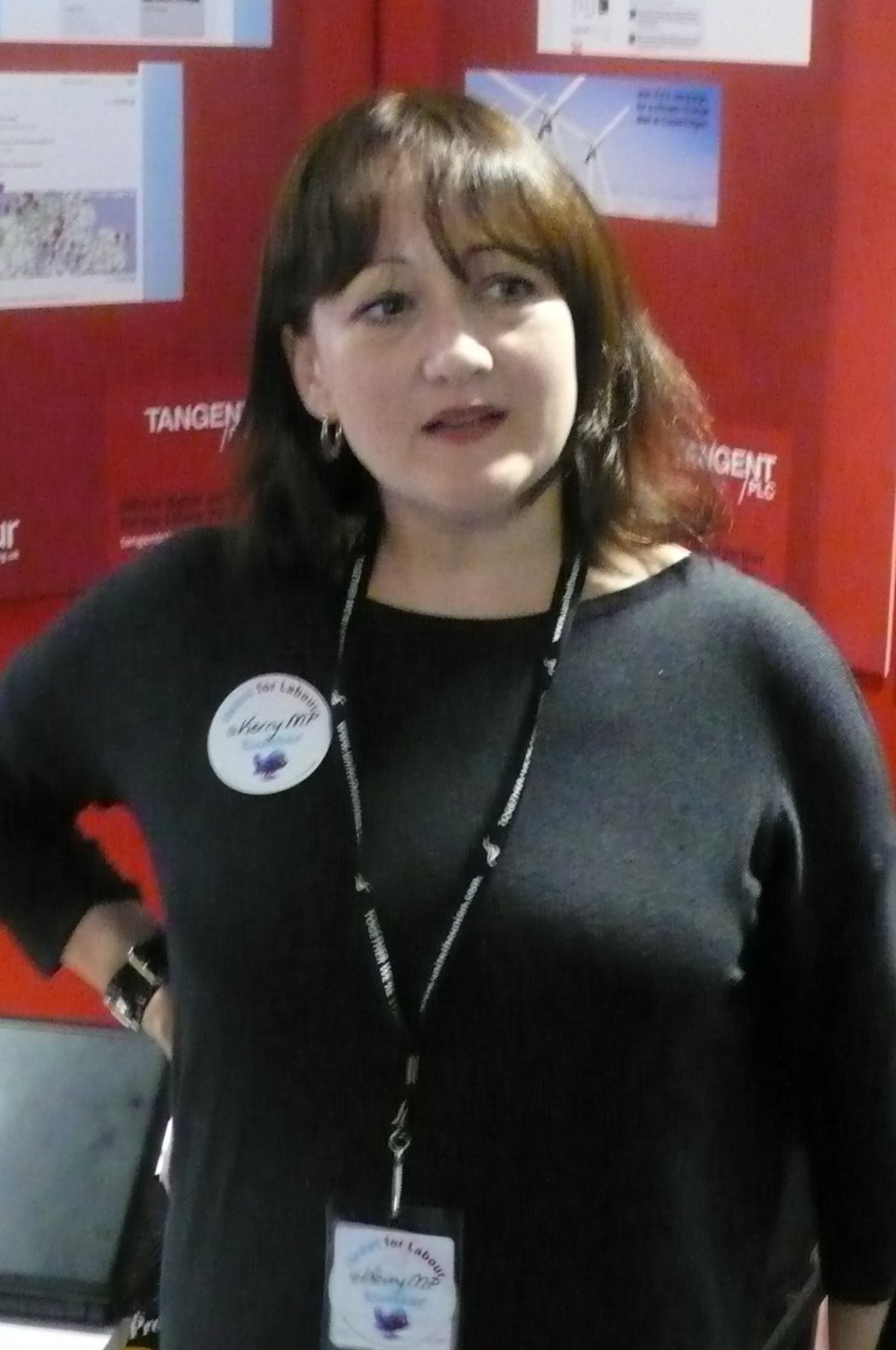
Kerry McCarthy en 2009.

Le 9 janvier 2011, Kerry McCarthy, député de Bristol Est, appuie la proposition d'analyser l'ADN de la population si la police pense que cela peut être utile. En 1995, l’Avon and Somerset Constabulary a conduit une telle analyse pour tenter d'élucider la disparition de Louise Smith, âgée alors de 18 ans. McCarthy suggère même d'élargir la recherche au-delà de Clifton pour inclure la région de Bristol. La salive trouvée sur le corps de Joanna Yeates est analysée pour tenter de trouver une empreinte génétique. Des détectives établissent des canaux de communications avec des employés du Multi-Agency Public Protection Arrangements (MAPPA), organisation qui supervise les individus condamnés pour crimes violents ou sexuels, dans le but d'interroger les délinquants sexuels fichés qui vivent sur son territoire.

### Arrestation et reconstruction du crime
Peu après 7 h le 30 décembre 2010, Christopher Jefferies, propriétaire de l'appartement de Joanna Yeates qui habite le même bâtiment, est arrêté. Il est amené au commissariat de police pour interrogatoire pendant que les enquêteurs fouillent son appartement. Un responsable de la police autorise le 31 décembre une prolongation de son arrestation de 12 heures, ce qui permet aux policiers de l'interroger encore,. La police demande à un juge une autre prolongation, et reçoit le 31 décembre l'autorisation pour une période additionnelle de vingt-quatre heures, mais la police relâche Christopher Jefferies sous caution le jour suivant,. Il décide de recourir aux services de la firme d'avocats Stokoe Partnership. Le 4 mars 2011, la police le libère de sa caution et annonce qu'il ne fait plus partie des suspects,. Plusieurs journaux britanniques affirment qu'il est coupable. Christopher Jefferies obtiendra plus tard des dommages-intérêts pour diffamation.
En janvier 2011, une reconstitution dramatisée de l'affaire est filmée à Bristol dans le but de la diffuser le 26 janvier lors d'un épisode de Crimewatch diffusé par BBC One. Une société qui a participé à la production de la saga cinématographique Harry Potter a préparé les décors enneigés, comme lorsque Joanna Yeates est disparue. La reconstitution des derniers gestes de la femme est tournée le 18 janvier et, 24 heures après que cette information est diffusée par les médias, plus de 300 personnes prennent contact avec la police. Une information amène les enquêteurs à croire que son corps a été transporté dans un sac fourre-tout ou une valise de grandes dimensions.
Le matin du 20 janvier, l’Avon and Somerset Constabulary arrête Vincent Tabak, un ingénieur de 32 ans qui vit avec sa compagne dans l'appartement voisin de Joanna Yeates. Les autorités refusent cependant de donner des informations supplémentaires pendant qu'il est interrogé, se rappelant  la couverture médiatique controversée de l'arrestation de Christopher Jefferies, couverture qui a violé les règles de conduite médiatique à tenir lorsqu'un individu est arrêté sans être officiellement accusé. L'arrestation de Vincent Tabak est consécutive à une information transmise par l'appel anonyme d'une femme, quelques heures après que les parents de Joanna Yeates ont demandé de l'aide lors de l'épisode de Crimewatch. Par la suite, la police bloque Canynge Road, ce qui facilite la mise en place d'échafaudages autour de la résidence de la victime, et des policiers apposent des scellés sur l'appartement de Vincent Tabak,. Les enquêteurs fouillent aussi la maison d'un ami de Vincent Tabak, où il aurait pu se rendre, à environ 1,5 km de là. Il a été exclu de la liste des suspects pendant les premières étapes de l'enquête.
Puisque les policiers ont arrêté Vincent Tabak, BBC One annule la diffusion de la reconstitution. Le 31 janvier, la famille de Joanna Yeates publie des photos d'elle, photos qui doivent apparaître lors de l'épisode de Crimewatch.

### Test d'ADN
LGC Forensics, société britannique privée qui offre ses services lors d'enquêtes judiciaires, mène des tests sur l'ADN. Lindsey Lennen, membre de l'équipe qui a analysé les échantillons d'ADN recueillis du corps de Joanna Yeates et spécialiste en liquides corporels et ADN, déclare que bien que l'ADN recueilli corresponde à celui de Vincent Tabak, les échantillons ne sont pas d'une qualité suffisamment élevée pour être admissibles au tribunal. L'équipe a appliqué une méthode appelée « DNA SenCE », qui permet d'« améliorer », par purification et augmentation de la concentration, les échantillons d'ADN. « Nous sommes incapables de connaître la provenance de l'ADN, que ce soit de la salive, du sperme ou du contact de la peau. Cependant, nous pouvons affirmer que la probabilité qu'il ne corresponde pas à celui de [Vincent] Tabak est moins d'un pour un milliard ».

## Procédures judiciaires

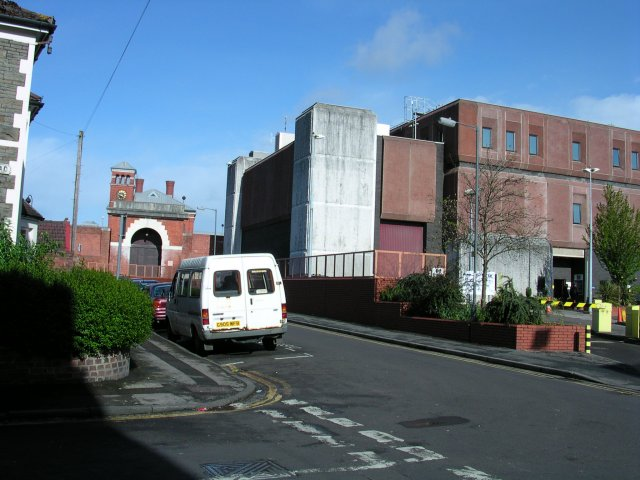
La prison de Bristol que Vincent Tabak a dû quitter pour assurer sa protection.

### Accusation de meurtre et plaidoyer
Après un interrogatoire étalé sur 96 heures, Vincent Tabak est accusé le 22 janvier 2011 du meurtre de Joanna Yeates. Il fait une courte apparition à la Magistrates' court de Bristol le 24 janvier et demeure en détention provisoire. Représenté par l'avocat Paul Cook, il refuse une libération sous caution lors d'une audience le lendemain. Pour des raisons de sécurité, les autorités ordonnent qu'il soit changé de prison et, à la prison de Long Lartin près d'Evesham, est mis sous surveillance constante de crainte qu'il ne se suicide. Sa famille et ses amis aux Pays-Bas commencent à recueillir des fonds pour assurer sa défense devant le tribunal.
Au début, Tabak affirme qu'il n'est pas responsable de la mort de Joanna Yeates, clamant que les preuves issues des tests d'ADN, qui le relient au meurtre, ont été fabriquées par des officiels corrompus. Cependant, le 8 février, toujours en détention provisoire, il dit à Peter Brotherton, un aumônier de prison, qu'il a tué la jeune femme et se prépare à se déclarer coupable.
Le 5 mai 2011, il se déclare à la fois innocent du meurtre et coupable d'homicide involontaire — une charge moins lourde aux yeux de la justice britannique — de Joanna Yeates. Le Crown Prosecution Service rejette son plaidoyer, ce qui force la tenue d'un procès,. Le 20 septembre, il comparait lors d'une audience préliminaire devant la Cour de la Couronne de Bristol. Ses précédentes apparitions se sont faites par vidéoconférence depuis sa prison.

### Vincent Tabak
Vincent Tabak, né le 10 février 1978, est un ingénieur néerlandais qui vit et travaille au Royaume-Uni depuis 2007. Fils de Gerald et Sonja Tabak et le plus jeune enfant de cette famille, il est élevé à Uden, à 34 km au nord d'Eindhoven. John Massoeurs, voisin de Tabak pendant sa jeunesse, le décrit après son procès comme un solitaire intelligent et introverti. Tabak étudie à l'université de technologie d'Eindhoven à partir de 1996, obtenant sa maîtrise en architecture, construction et aménagement en 2003, puis commence un doctorat sur la façon dont les gens utilisent les espaces des immeubles et publics. Sa thèse est publiée en 2008,.
Après avoir quitté l'université en 2007, il déménage au Royaume-Uni quand il obtient un emploi au bureau-chef de Buro Happold, une firme de génie-conseil, à Bath et prend un appartement dans la ville même. À cet emploi, il étudie et modélise les mouvements des gens autour d'immeubles publics : écoles, aéroports et stades sportifs. C'est dans cette ville qu'il entame une relation avec une femme qu'il a rencontrée grâce au site de rencontres Soulmates du journal The Guardian. Ce journal jugera plus tard qu'elle a été sa première amoureuse authentique. Il reconnaît d'ailleurs l'importance de la femme dans sa thèse : « Je suis très heureux qu'elle fasse partie de ma vie. » Les deux emménagent ensuite dans un appartement sur Canynge Road à Bristol en juin 2009. Même si Joanna Yeates (et son compagnon) ont emménagé dans l'appartement voisin à l'automne 2010, les deux ne se sont jamais rencontrés avant le soir du 17 décembre.
Dans les mois précédents la mort de Joanna Yeates, Vincent Tabak utilise son ordinateur pour communiquer avec des agences d'escortes féminines lorsqu'il voyage pour affaires au Royaume-Uni et aux États-Unis, et téléphone à des prostituées. Il regarde également des vidéos sur Internet qui montrent des femmes dominées par des hommes, ces femmes étant attachées et bâillonnées, tenues par le cou et asphyxiées. Pendant l'enquête, des policiers découvrent la vidéo montrant une femme qui présente des ressemblances troublantes avec Joanna Yeates. Dans l'une des vidéos, la femme retire un haut de couleur rose dans le but de montrer son soutien-gorge et ses seins. Quand Joanna Yeates est découverte, elle porte un haut de couleur rose semblable. Au procès, l'avocat de la poursuite soutient que ces vidéos doivent être montrées au jury : « Ça pourrait mettre en lumière le besoin de tenir une femme assez longtemps et le besoin de serrer assez fort pour lui prendre sa vie,. » Les vidéos pornographiques vues par Vincent Tabak n'ont pas été montrées au tribunal, le juge pensant que cela ne démontre pas que l'accusé a agi avec préméditation. Après le procès, il est mentionné que des images montrant de la pornographie infantile ont été découvertes dans l'ordinateur de Tabak.

### Procès
Le procès de Vincent Tabak commence le 4 octobre 2011 à la Cour de la Couronne de Bristol. Son avocat est William Clegg et le procureur est Nigel Lickley. Tabak plaide coupable d'homicide involontaire,.
L'accusation soutient que Vincent Tabak a étranglé Joanna Yeates dans son appartement quelques minutes après qu'elle y soit entrée le 17 décembre 2010, utilisant « suffisamment de force » pour la tuer. La cour est informée que l'accusé, qui dépasse de 30 cm la victime, a utilisé sa taille et sa force pour la dominer, la clouant au sol par les poignets, et qu'elle a subi 43 blessures différentes à la tête, au cou, au torse et aux bras pendant la lutte,. Son corps présente des coupures et des bleus, tout comme un nez fracturé. Nigel Lickley dit à la cour que la lutte a duré longtemps et que sa mort aurait été lente et douloureuse. Cependant, il ne donne pas d'explication qui justifierait l'agression initiale de Tabak.
Devant le tribunal, il est démontré que Vincent Tabak a tenté de cacher le crime en se débarrassant du corps. La cour apprend aussi que l'ADN recueilli sur le corps de Joanna Yeates correspond à celui de l'accusé. Des échantillons d'ADN recueillis sur les jeans de la victime indiquent qu'elle aurait pu être tirée par les jambes et des fibres suggèrent que la manteau et la voiture de Vincent Tabak ont été en contact avec le corps. Des taches de sang ont été trouvées sur un mur surplombant une carrière près de l'endroit où le corps de Joanna Yeates a été découvert. La poursuite ajoute que l'accusé a tenté de faire porter à Christopher Jefferies la responsabilité du meurtre pendant l'enquête policière. De plus, dans les jours suivant le décès de Joanna Yeates, Tabak a fait des recherches sur le Web sur le temps de décomposition du corps humain et sur les dates de ramassage des déchets dans la région de Clifton,.
Pour sa défense, Tabak affirme que le meurtre n'a pas été motivé par des désirs sexuels, et dit à la cour qu'il a tué Joanna Yeates pendant qu'il a tenté de la faire taire après qu'elle a commencé à crier quand il a tenté de l'embrasser. Il affirme que la femme a émis un « commentaire séducteur » et l'a invité à boire un verre avec elle. Il ajoute qu'après qu'elle a crié, il a mis ses mains sur sa bouche et autour de son cou pour la faire taire. Il nie que les deux se sont battus et soutient qu'il a tenu Joanna Yeates par le cou avec une force minime « pendant environ 20 secondes ». Il poursuit en disant avoir jeté le corps « dans un état de panique ».
Le jury délibère à partir du 26 octobre. Deux jours plus tard, le 28 octobre 2011, il transmet son verdict : Vincent Tabak est déclaré coupable du meurtre de Joanna Yeates par 10 voix contre 2. Il est condamné à l'emprisonnement à perpétuité, avec une période de sûreté de 20 ans. En lisant la sentence, le juge Field mentionne que le meurtre présente un « caractère sexuel ».

## Controverses médiatiques
À cause de la façon dont les médias britanniques ont rapporté certains aspects de l'affaire, une procédure judiciaire est lancée contre plusieurs journaux, à la fois par Christopher Jefferies, propriétaire de l'immeuble où a demeuré Joanna Yeates et suspect initial, et par le procureur général.
À la suite d'un reportage télévisé le 4 janvier 2011 qui critique la façon dont l'enquête est menée, les journalistes d'ITN sont exclus par l’Avon and Somerset Constabulary des conférences de presse de la police. Selon ITN, la police britannique n'a fait aucun progrès notable pendant son enquête et  n'a pas suivi correctement les procédures. Un ancien détective attitré aux meurtres mentionne que certaines tâches de routine, telle que chercher de nouveaux indices sur la scène de crime, n'ont pas été accomplies. ITN accuse la police de tenter « de censurer l'information que nous diffusons ». Ce à quoi réplique l’Avon and Somerset Constabulary en déposant une plainte à l'Ofcom, qualifiant le reportage d'« injuste, naïf et irresponsable ». Plus tard, la police met fin à l'exclusion d'ITN, mais indique qu'elle n'hésiterait pas à agir de même à l'avenir. Des procédures judiciaires sont aussi envisagées lorsqu'un gazouillis révèle que Vincent Tabak a vu des vidéos pornographiques dans Internet qui montrent des asphyxies érotiques et des bondages. L'accusation d'outrage au tribunal est retirée lorsque le gazouillis est supprimé.
Roy Greenslade, journaliste au Evening Standard et observateur de la scène médiatique britannique, écrit le 5 janvier 2011 qu'il s'inquiète des articles imprimés qui présentent défavorablement Christopher Jefferies, à la suite de son arrestation, jugeant la couverture médiatique d'« assassinat d'une personnalité à grande échelle ». Il cite plusieurs exemples de manchettes et d'histoires, y compris une manchette du journal The Sun qui décrit Christopher Jefferies, « un ancien enseignant au Clifton College », comme bizarre, huppé, lubrique et terrifiant ; une histoire parue dans le Daily Express cite des élèves anonymes qui l'ont perçu comme « une espèce de Docteur Jerry et Mister Love » qui les « a terrifié » par son comportement « étrange » ; et un article du Daily Telegraph rapporte que Christopher Jefferies « est décrit par d'anciens élèves du Clifton College [...] comme un amateur de films avant-gardistes noirs et violents ». Le 21 avril de la même année, il poursuit six journaux : The Sun, The Daily Mirror, Daily Star, Daily Express, Daily Mail et Daily Record, pour diffamation dans l'espoir d'obtenir des dommages-intérêts. Le 29 juillet 2011, en lien avec la couverture médiatique de son arrestation, il reçoit une somme « conséquente », tel que stipulé par la loi anglaise sur la diffamation, des journaux The Sun, The Daily Mirror, Sunday Mirror, Daily Record, Daily Mail, Daily Express, Daily Star et The Scotsman,. Dans une entrevue passée après la condamnation de Vincent Tabak, Christopher Jefferies dit : « Cela a virtuellement pris une année complète de ma vie, pendant cette période, pratiquement tout le reste que je fais habituellement a été mis en suspens. » Il critique les projets du gouvernement britannique de modifier l'aide juridictionnelle, qui empêcheraient les gens possédant peu de ressources financières d'engager des poursuites en justice contre les journaux.
Dominic Grieve, le procureur général, déclare le 31 décembre 2010 qu'il étudie, selon les termes du Contempt of Court Act de 1981 (« Loi sur l'outrage au tribunal »), la possibilité d'obliger les médias à s'abstenir de porter préjudice à un procès dans le futur. Le même jour, le professeur en criminologie David Wilson commente la couverture médiatique dans les médias britanniques : « Le public britannique adore le polar [...] C'est typiquement britannique. Nous sommes la première nation à utiliser les histoires de meurtres pour faire vendre les journaux et cette culture est plus présente ici que n'importe où ailleurs,. » Il ajoute que Joanna Yeates, une femme blanche disparue, est une « victime idéale » pour les médias.
Le 12 mai 2011, la cour administrative autorise le procureur général à présenter une motion d'outrage au tribunal contre The Sun et The Daily Mirror pour la façon dont ils ont rapporté l'arrestation de Christopher Jefferies,. Le 29 juillet, la cour statue que les deux journaux ont porté outrage au tribunal et, en conséquence, impose une amende de 50 000 £ au Daily Mirror et de 18 000 £ au journal The Sun. Le Lord Chief Justice of England and Wales déclare que « selon notre jugement, en matière de principe, la diffamation d'un suspect arrêté est un obstacle potentiel au cours de la justice ». Les éditeurs des journaux The Sun et Daily Mirror font appel de cette décision, mais la demande du Daily Mirror est rejetée par une cour supérieure le 9 mars 2012 et The Sun retire son appel,.

### Ramifications légales
L'affaire est mentionnée lors d'un débat parlementaire portant sur un projet de loi privé qui aurait imposé une sentence de six mois d'emprisonnement à un journaliste qui rapporte le nom d'un suspect qui n'est pas accusé. Le projet de loi est introduit à la Chambre des communes du Royaume-Uni en juin 2010 par Anna Soubry, députée conservateur de Broxtowe, une ancienne journaliste et avocate en droit criminel. Lors d'un débat à la Chambre des communes le 4 février 2011, Soubry dit : « Ce que nous avons vu à Bristol était, dans les faits, de la frénésie et de la diffamation qui s'alimentaient elles-mêmes. Le gros de la couverture était hors sujet, mais il y avait un discours homophobe que je juge profondément offensant. Les insultes servies à l'homme étaient hors propos,. » Cependant, elle retire la proposition face à l'opposition du gouvernement de coalition conservateur,.
Christopher Jefferies témoigne devant la Leveson Inquiry, commission d'enquête publique sur la culture, les pratiques et l'éthique de la presse britannique. Il rapporte que les journalistes l'ont « assiégé » après avoir été interrogé par la police. Il dit : « Il était évident que la presse à tabloïd avait décidé que j'étais coupable du meurtre de Miss Yeates et voulait convaincre le public de ma culpabilité. Elle a entretenu une campagne frénétique destinée à noircir ma personne en publiant une série d'allégations très sérieuses qui étaient complètement erronées,. » Devant la même commission, le 16 janvier 2012, l'éditorialiste du Daily Mirror, Richard Wallace, qualifie la couverture de l'arrestation de Christopher Jefferies de « marque noire » sur son parcours éditorial.

## Suites
| |  |  |
| Pour Joanna Yeates, une cérémonie funéraire a été tenue à la Christ Church à Clifton (à la gauche) et son corps a été enterré dans le cimetière de la St Mark's Church près de Ampfield, dans le comté d'Hampshire (à la droite),. |  |  |

Le 2 janvier 2011, le pasteur adjoint Dan Clark conduit une cérémonie funéraire pour Joanna Yeates à la Christ Church de Clifton Down. Des prières sont aussi récitées en son nom le 17 décembre 2011, premier anniversaire de sa mort, et des visiteurs lui rendent hommage et laissent des messages de condoléances à sa famille. En janvier 2011, Greg Reardon met en ligne un site web caritatif à la mémoire de la défunte dans le but de recueillir des fonds pour les familles dont un être cher a disparu. Des amis et des collègues plantent un jardin souvenir dans les Sir Harold Hillier Gardens à Romsey, où elle a occupé un emploi étudiant. Building Design Partnership (BDP) et le NHS trust de Bristol annoncent leur intention d'honorer sa mémoire dans un jardin, qu'elle a conçu, sur le terrain d'un hôpital construit au coût de 430 millions £ dans la banlieue de Southmead à Bristol.
D'autres hommages sont planifiés en 2011, dont un jardin souvenir au studio de BDP à Bristol, une anthologie des travaux de Joanna Yeates et un prix en son nom remis au terme d'un concours annuel de design paysager, prix remis à l'un des étudiants de l'université du Gloucestershire. Pour souligner son 50e anniversaire, BDP annonce en 2011 qu'il sera sponsor d'un tour cycliste dont les fonds iront à des associations caritatives nommées par sa famille. Joanna Yeates n'a pas fait de testament : ses actifs, qui s'élèvent à 47 000 £, sont donc remis par défaut à ses parents selon les lois britanniques sur les héritages.
Une fois son corps remis par la police le 31 janvier 2011, sa famille fait tenir des funérailles à la St Mark Church à Ampfield dans le comté d'Hampshire. Elle est enterrée dans le cimetière de l'église le 11 février 2011. Environ 300 personnes assistent au service religieux du vicaire Peter Gilks.

## Dans la culture populaire
The Lost Honour of Christopher Jefferies est une série télévisée de 2 épisodes (1 h 3 et 43 min), diffusée en décembre 2014 sur ITV, les 2 épisodes étant réunis en un film de 1 h 54 pour la VOD. Jason Watkins y est dirigé dans le rôle principal par Roger Michell. L'affaire y est traitée de manière assez fidèle sous l'angle de l'arrestation de Christopher Jefferies, du lynchage médiatique qui a suivi, de sa mise hors de cause et de la réparation qu'il obtient de la presse à sensation. Les journaux The Guardian et The Independent (qui regrette toutefois que la victime n'y soit « qu'une note de bas de page ») publient des critiques assez positives lors de la diffusion sur ITV.

### Citations originales
1. ↑  (en) « I think she was abducted after getting home to her flat ... I have no idea of the circumstances of the abduction because of what was left behind ... I feel sure she would not have gone out by herself leaving all these things behind and she was taken away somewhere »
2. ↑  (en) « light-coloured 4x4 vehicle »
3. ↑  (en) « inundated with thousands of calls »
4. ↑  (en) « I fear that whoever has done this will never hand themselves in, but we live in hope that the police will catch who is responsible »
5. ↑  (en) « striking similarities »
6. ↑  (en) « several days before being discovered »
7. ↑  (en) « no evidence to suggest that Joanna was sexually assaulted »
8. ↑  (en) « high priority »
9. ↑  (en) « I can assure you, we are determined to solve this crime and bring Jo's killers to justice. No stone will be left unturned. »
10. ↑  (en) « We couldn't say whether the DNA was from saliva, or semen, or even touch. But we could say that the probability of it not being a match with Tabak was less than one in a billion. »
11. ↑  (en) « I am very happy she entered my life. »
12. ↑  (en) « It might shed light on the need to hold a woman for long enough and the need to squeeze hard enough to take her life. »
13. ↑  (en) « sufficient force »
14. ↑  (en) « flirty comment »
15. ↑  (en) « for about 20 seconds »
16. ↑  (en) « in a state of panic »
17. ↑  (en) « sexual element »
18. ↑  (en) « to censor what information we can broadcast »
19. ↑  (en) « unfair, naïve and irresponsible »
20. ↑  (en) « character assassination on a large scale »
21. ↑  (en) « a sort of Nutty Professor »
22. ↑  (en) « creeped out »
23. ↑  (en) « strange »
24. ↑  (en) « has been described by pupils at Clifton College…as a fan of dark and violent avant-garde films »
25. ↑  (en) « substantial »
26. ↑  (en) « It has taken up a whole year virtually of my life, that period of time has meant that everything else that I would normally be doing has been in abeyance. »
27. ↑  (en) « The British public loves a whodunnit ... It's a particularly British thing. We were the first nation to use murder stories to sell newspapers and that culture is more ingrained here than elsewhere. »
28. ↑  (en) « ideal victim »
29. ↑  (en) « in our judgment, as a matter of principle, the vilification of a suspect under arrest is a potential impediment to the course of justice »
30. ↑  (en) « What we saw in Bristol was, in effect, a feeding frenzy and vilification. Much of the coverage was not only completely irrelevant, but there was a homophobic tone to it which I found deeply offensive. The slurs on the man were out of order. »
31. ↑  (en) « besieged »
32. ↑  (en) « It was clear that the tabloid press had decided that I was guilty of Miss Yeates' murder and seemed determined to persuade the public of my guilt. They embarked on a frenzied campaign to blacken my character by publishing a series of very serious allegations about me which were completely untrue. »
33. ↑  (en) « black mark »